# Бурлі
Бурлі́ (каз. Бөрлі) — село у складі Карабалицького району Костанайської області Казахстану. Адміністративний центр Бурлинського сільського округу.

## Населення
Населення — 733 особи (2021; 1176 у 2009, 1864 у 1999, 2874 у 1989).

## Персоналії
- Світлана Письмиченко — російська акторка кіно, театру та телебачення, Заслужена артистка Росії (2003).